# Cooke-Gletscher
Der Cooke-Gletscher ist ein 10 km langer Eisstrom an der Bryan-Küste des westantarktischen Ellsworthlands. Er fließt vom nördlichen Ende der Fletcher-Halbinsel in nördlicher Richtung zur Bellingshausen-See.
Das Advisory Committee on Antarctic Names benannte ihn 2003 nach Kirsten Cooke Healy vom United States Geological Survey, einer Computerspezialistin im US-amerikanisch-britischen Projekt zur Erstellung glaziologischer Karten und solcher zur Küstenänderung auf der Antarktischen Halbinsel ab Mitte der 1990er Jahre.